# Klokot (Kosovo)

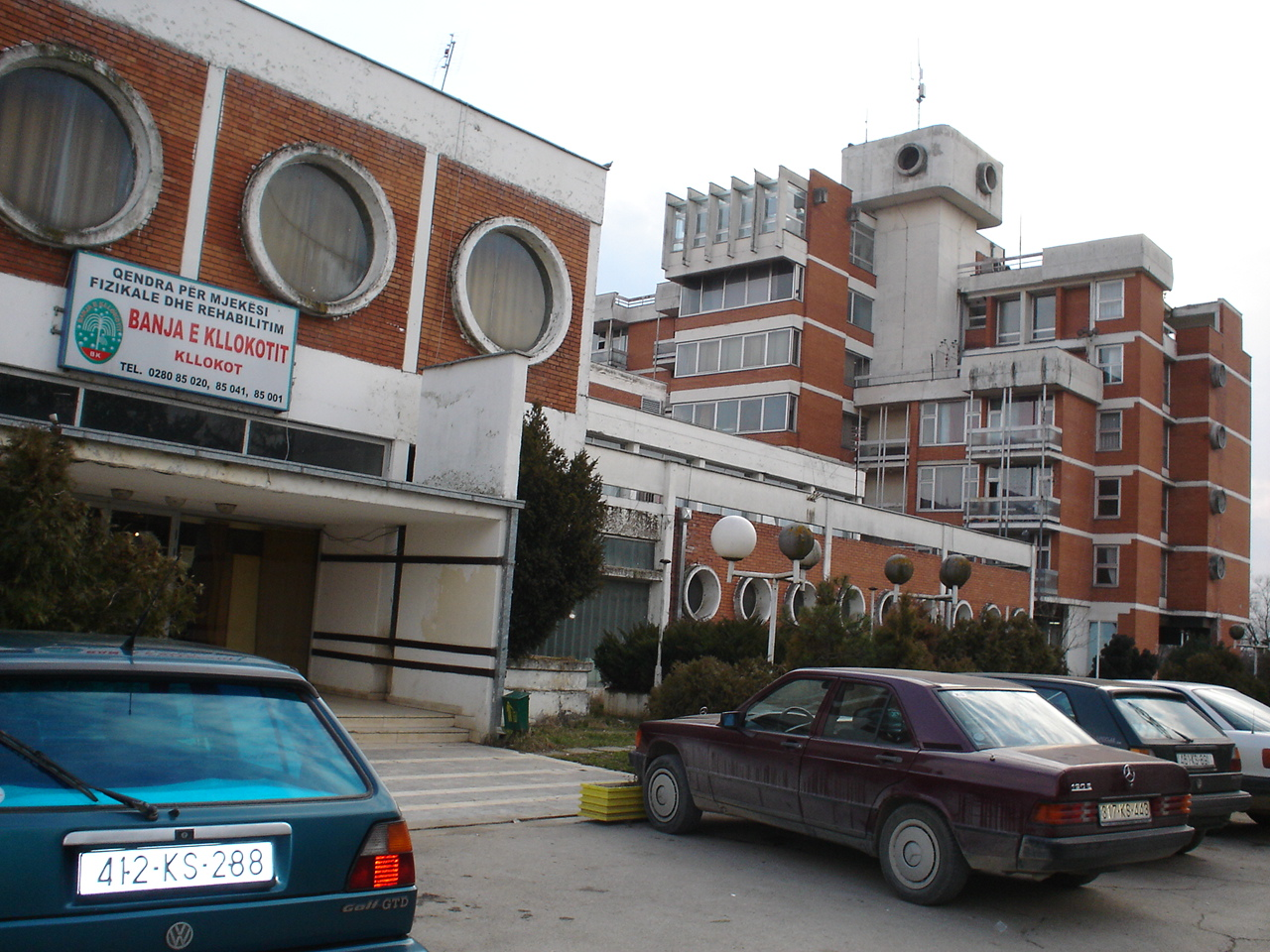
Zentrum für physikalische und rehabilitative Medizin in Klokot (2007)

Klokot (serbisch-kyrillisch Клокот, albanisch Kllokot oder Kllokoti) ist der namensgebende Hauptort der Gemeinde Klokot im Südosten des Kosovo. Von den 1064 Einwohnern, die in dem Ort leben, bezeichneten sich bei der 2011 durchgeführten Volkszählung 616 (57,89 %) als Serben, 446 (41,92 %) als Albaner, einer als Türke und eine Person gab eine andere Ethnie an.